# 안젤리카 싱글턴 밴 뷰런

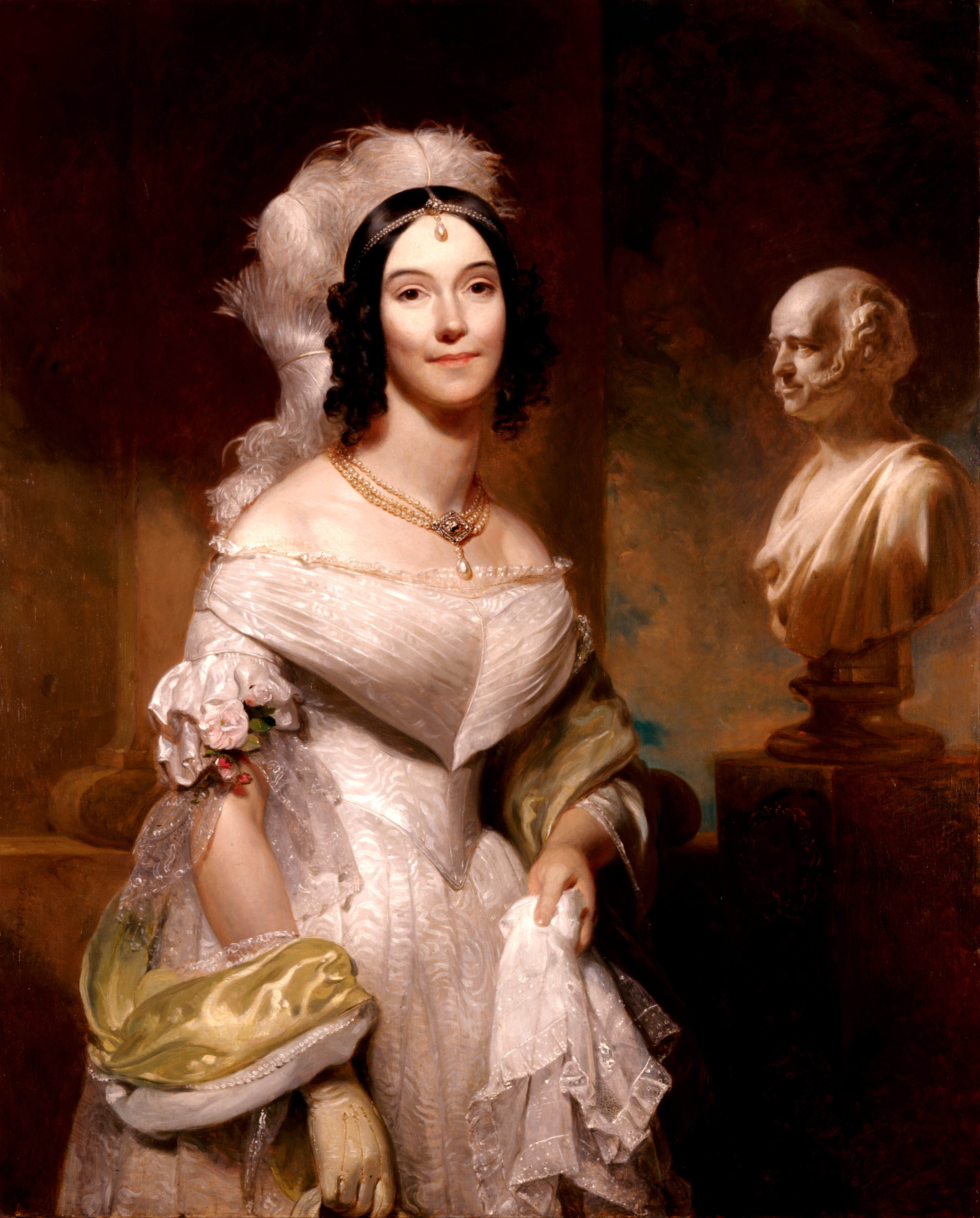
1840년 공식 초상화

안젤리카 싱글턴 밴 뷰런(Angelica Singleton Van Buren, 본명: 사라 안젤리카 밴 뷰런, Sarah Angelica Van Buren, 옛 성은 싱글턴, 1818년 2월 13일 ~ 1877년 12월 29일)은 미국의 상속녀이자 미국 제8대 대통령 마틴 밴 뷰런의 며느리였다. 그녀는 대통령의 아들 에이브러햄 밴 뷰런 2세(Abraham Van Buren II)와 결혼했다. 그녀는 대통령 부인 한나 밴 뷰런이 사망하고 대통령이 재혼하지 않았기 때문에 영부인 자리를 맡았다. 그녀는 20세에 백악관 안주인 역할을 맡은 역대 최연소 여성이다.